# Качуровський Ярослав Михайлович
Ярослав Михайлович Качуровський (позивний Містер; 4 серпня 1994, с. Прошова, Україна — 6 вересня 2022, біля м. Балаклія, Харківська область, Україна) — український військовослужбовець, старший солдат Збройних сил України, учасник російсько-української війни.

## Життєпис
Ярослав Качуровський народився 4 серпня 1994 року в селі Прошова, нині Великогаївська сільська громада Тернопільського району Тернопільської області України.
Закінчив Тернопільське вище професійне училище ресторанного сервісу і торгівлі.
Після одруження переїхав на Рівненщину. Здебільшого проживав в Рівному, їздив на заробітки. З початком війни став на захист рідної землі.
Загинув у ході російського вторгнення в Україну 6 вересня 2022 року біля м. Балаклія на Харківщині.
Похований у родинному селі.
28 жовтня створена електронна петиція про присвоєння Ярославу Качуровському звання Героя України.